# Pierre Sled
Pierre Sledziewski, dit Pierre Sled, est un journaliste et dirigeant de télévision français, né le 25 juillet 1958 à Paris.
Il est également animateur de télévision, célèbre pour avoir présenté L'Équipe du dimanche sur Canal+, Stade 2 sur France 2, Bouge la France sur Public Sénat, Politique Matin sur LCP et L'Été de tous les records sur France 3.

## Biographie
Pierre Sled, dont la famille a des origines polonaise et italienne, fait ses études supérieures à l'UEREPS d'Orsay (université Paris-XI). Il entame une carrière de journaliste à Radio France Creuse en 1984 avant de passer sur RFO en 1985, où il présente le journal télévisé RFO Hebdo le dimanche à 20h sur FR3.
Sportif et titulaire d'un Certificat d'aptitude au professorat d'éducation physique et sportive, il se consacre ensuite au commentaire sportif sur Canal+ pour des sports divers. Il reçoit l'Oscar de la Moto en 1989 pour ses commentaires des Grands Prix de cette discipline.
De 1990 à 1995, il crée et présente L'Équipe du dimanche sur Canal+, émission primée d'un 7 d'or de la meilleure émission de sport en 1993. L'année précédente, en 1992, il avait obtenu son premier Sept d'or pour les Jeux olympiques de Barcelone.
Parti à France Télévisions au mois d'août 1995, il y présente le magazine Stade 2 sur France 2, et est nommé rédacteur en chef du service des sports jusqu'à sa démission en 2000, l'année de son troisième Sept d'or pour Stade 2.
En novembre 2000, il devient directeur associé de Réservoir Sport, filiale de la société de production Réservoir Prod de Jean-Luc Delarue.
En 2001, il crée, produit et présente Les tontons footeux, émission humoristique sur RTL pendant trois saisons.
En 2003, il revient sur France 3 pour présenter L'Été de tous les records, émission quotidienne de divertissement pendant trois saisons jusqu'en 2005.
En 2004, il entre à La Chaîne parlementaire-Public Sénat, où il crée, produit et présente Bouge la France émission politique quotidienne à 22 heures en direct et ce jusqu'en 2009. 
Parallèlement, il entre dans l'équipe de Laurent Ruquier de 2004 à 2007 sur Europe 1 (On va se gêner).
En septembre 2009, il quitte Public Sénat pour LCP/Assemblée nationale où il crée, produit et présente Politique Matin, émission quotidienne à 8 h 30 en direct jusqu'en juillet 2010, entouré de nombreux chroniqueurs tels que Patrick Poivre d'Arvor, Pierre Arditi, Denis Jeambar, Clémentine Autain, Gérard Leclerc, Edwy Plenel, Yves Thréard, Anne-Sophie Mercier, Jean-Daniel Lévy, Philippe Labi, Philippe Alexandre, Rachel Marsden, Alix Bouilhaguet, Raphaël Stainville, Anne Levade, etc.
Fin octobre 2010, il est nommé par François Guilbeau directeur général de France 3, directeur des programmes de France 3. Il quitte la chaîne en avril 2012, après avoir mis à l'antenne des émissions à succès, comme la quotidienne Midi en France ou l'émission d'histoire L'Ombre d'un doute.
En 2013, il relance Kid Production, société de conseil et de production audiovisuelle et crée avec sa future épouse Barbara Ricevuto un nouveau département "communication" qui travaille avec les sociétés et les groupes français et italiens.
Depuis 2017, il est aussi chroniqueur sur la radio italienne Radio Centro Suono à Rome et sur la chaîne de télévision Canale 21. Durant la même année, il traite l'élection présidentielle française sur Rai News.
Pierre Sled est trilingue : il parle français, italien et anglais[réf. nécessaire].

### Vie privée
Pierre Sled a deux enfants avec l'animatrice de télévision Sophie Davant : un garçon, Nicolas, né en 1993, et une fille, Valentine, née en 1995.
Ils se sont séparés au début de l'année 2012.
Le 11 juin 2018, Pierre Sled épouse Barbara Ricevuto à Rome

## Ouvrage
- L'Esprit champion, Lattès, 1997, 188 p.  (ISBN 978-2-7096-1823-6)